# Anthrenus tanakai
Anthrenus tanakai es una especie de escarabajo de piel del género Anthrenus, categorizada en la tribu Anthrenini, de la subfamilia Megatominae. Mide aproximadamente 2,5-3,4 mm de longitud.

## Distribución
Se distribuye por Asia: Japón (isla de Honshu).

## Taxonomía
Fue descrita por Ohbayashi en 1985.